# Marathon de Moscou
Le Marathon de Moscou (en anglais: Moscow Marathon) est une course d'une distance classique de 42,195 km dans la ville de Moscou, en Russie. Il a lieu tous les ans depuis 2013.
Une course de 10 km a lieu le même jour, le départ est commun avec le marathon.
Depuis sa deuxième édition en 2014, les distances du marathon et du 10 km sont officiellement labellisées par l’IAAF.
Le marathon de Moscou est le marathon le plus important de Russie en nombre de participants.
En 2016 et 2017, la banque russe Promsvyazbank était le sponsor principal. Depuis l'édition de 2018 c'est la banque Absolut qui est le nouveau sponsor principal.

## Parcours
Les coureurs traversent les lieux symboliques de la ville.
Le départ est donné au pied du Stade Loujniki, ensuite au 6e kilomètre les coureurs atteignent le quartier des affaires de la ville: Moskva-City pour ensuite traverser le pont de la Crimée au 15e kilomètre. Ils rejoignent le quartier de Tchistye proudy au 25e kilomètre et passent par la rue Tverskaïa vers le 31e kilomètre. Pour ensuite, vers le 32e kilomètre, passer à côté du siège du FSB (ex KGB). Ils courent à côté du Kremlin au 35e kilomètre, pour finir la boucle au point de départ : le Stade Loujniki.
En 2013 l'arrivée se déroulait au sein du Stade Loujniki, depuis 2014, à la suite de la rénovation du stade pour la Coupe du monde de football 2018, le départ et l’arrivée sont donnés à l’extérieur du stade.
Entre le parcours de 2014 et 2015, il y a eu également quelques changements mineurs de parcours dû à la reconstruction de certains axes de la ville.

## Résultats

### Marathon
| Année | Hommes                   | Pays    | Temps           | Femmes              | Pays       | Temps           | Arrivants |
| ----- | ------------------------ | ------- | --------------- | ------------------- | ---------- | --------------- | --------- |
| 2013  | Alexandr Matviychuk      | Ukraine | 2 h 19 min 36 s | Irina Smolnikova    | Kazakhstan | 2 h 44 min 54 s | 2 366     |
| 2014  | Solomon Kibet Barngetuni | Kenya   | 2 h 17 min 20 s | Irina Smolnikova    | Kazakhstan | 2 h 40 min 22 s | 4 033     |
| 2015  | Kiptoo Lazarus Kimutai   | Kenya   | 2 h 19 min 36 s | Nina Podnebesnova   | Russie     | 2 h 33 min 10 s | 5 566     |
| 2016  | Artem Alekseev           | Russie  | 2 h 13 min 40 s | Tatiana Ariasova    | Russie     | 2 h 32 min 34 s | 7 740     |
| 2017  | Artem Alekseev           | Russie  | 2 h 14 min 15 s | Sardana Trofimova   | Russie     | 2 h 30 min 29 s | 7 121     |
| 2018  | Stepan Kiselev           | Russie  | 2 h 15 min 22 s | Svetlana Moshkovich | Russie     | 2 h 37 min 10   | 8 718     |
| 2019  | Yadgarov Iskander        | Russie  | 2 h 18 min 02 s | Marina Kovaleva     | Russie     | 2 h 29 min 26 s | 10 448    |
| 2020  | Youri Tchetchun          | Russie  | 2 h 16 min 07 s | Sardana Trofimova   | Russie     | 2 h 28 min 02   | 9 370     |

 Record de l'épreuve

### Fauteuils roulants
Pour la première fois durant l’édition de 2015, la course ouvre ses portes aux participants handisports. 
| Année | Hommes           | Pays   | Temps           | Femmes             | Pays   | Temps           | Arrivants |
| ----- | ---------------- | ------ | --------------- | ------------------ | ------ | --------------- | --------- |
| 2015  | Andrey Shiryaev  | Russie | 1 h 43 min 20 s | Elizaveta Denisova | Russie | 1 h 50 min 39 s | 7         |
| 2017  | Vitali Grutsenko | Russie | 1 h 48 min 11 s | NatalYa Kocherova  | Russie | 2 h 09 min 32 s | 12        |
| 2018  | Vitali Grutsenko | Russie | 1 h 59 min 11 s | Natalya Ryzhova    | Russie | 2 h 38 min 57 s | 7         |
| 2019  | Rustam Aminov    | Russie | 1 h 52 min 47 s | Irina Babinitcheva | Russie | 4 h 15 min 23 s | 4         |

### 10km
| Année | Hommes           | Pays   | Temps       | Femmes                | Pays   | Temps       | Arrivants |
| ----- | ---------------- | ------ | ----------- | --------------------- | ------ | ----------- | --------- |
| 2014  | Rinas Akhmadeev  | Russie | 29 min 23 s | Irina Sergeeva        | Russie | 33 min 50 s | 5 258     |
| 2015  | Rinas Akhmadeev  | Russie | 29 min 45 s | Nadejda Trinslinskaya | Russie | 35 min 06 s | 8 105     |
| 2016  | Rinas Akhmadeev  | Russie | 29 min 07 s | Natalia Gourova       | Russie | 32 min 32 s | 10 964    |
| 2017  | Igor Maksimov    | Russie | 29 min 10 s | Elena Sedova          | Russie | 33 min 50 s | 12 955    |
| 2018  | Vladimir Nikitin | Russie | 28 min 48 s | Elena Sedova          | Russie | 33 min 23 s | 12 699    |
| 2019  | Vladimir Nikitin | Russie | 28 min 51 s | Elena Korobkina       | Russie | 32 min 26 s | 12 694    |
| 2020  | Vladimir Nikitin | Russie | 28 min 22 s | Elena Korobkina       | Russie | 31 min 49 s | 12 040    |